# Melanocenchris
Melanocenchris là một chi thực vật có hoa trong họ Hòa thảo (Poaceae).

## Loài
Chi Melanocenchris gồm các loài: